# Pericyma delineosa
Pericyma delineosa är en fjärilsart som beskrevs av Walker 1858. Pericyma delineosa ingår i släktet Pericyma och familjen nattflyn. Inga underarter finns listade i Catalogue of Life.